# New Horizons 2

Exemples divers d'objets transneptuniens.

New Horizons 2 (nommé également New Horizons II, en abrégé NHII ou NH2) était un projet de mission spatiale de la NASA vers les objets transneptuniens. Il avait été conçu en 2002 comme une mission de type survol planétaire,, mais il n'a pas été retenu.

## Description
Le budget prévisionnel des missions New Horizons devait inclure celui de la mission New Horizons 2. En 2004, le comité des finances du Sénat des États-Unis fournit le financement additionnel nécessaire à la mission New Horizons 2, destinée à explorer la ceinture de Kuiper. Dès l'année 2004, l'idée d'une utilisation optimale d'un survol d'Uranus par New Horizons 2 fut à l'étude.
Parmi les cibles identifiées, on peut mentionner (47171) Lempo (désignation provisoire 1999 TC36), un système qui, comme le couple Pluton-Charon, est fait de plusieurs corps célestes. Le projet de mission pour Lempo impliquait également les survols de Jupiter et Uranus et potentiellement de quatre objets de la ceinture de Kuiper. Le projet restait flexible sur de nombreux points : même sans l'assistance gravitationnelle d'une planète géante gazeuse, n'importe quel objet de la ceinture de Kuiper situé à moins de 50 unités astronomiques et 20 ans de trajet total restait envisageable. Un survol de Triton, le plus gros satellite de Neptune, fut également considéré avec (66652) Borasisi comme suite. Le corps céleste (55637) 2002 UX25 était également sur la liste des cibles, avec un projet de survol identique à Lempo.

## Abandon
En mars 2005, le projet n'est pas passé à la réalisation, pour plusieurs raisons : pénurie de plutonium 238 nécessaire au générateur thermoélectrique à radioisotope (GTR), attente des résultats de la mission New Horizons pour mieux connaitre les besoins et problème de financement.